# Ursynów-Centrum
Ursynów-Centrum (lub Ursynów Południowy) – obszar Miejskiego Systemu Informacji dzielnicy Ursynów w Warszawie, zespół dwóch osiedli: Imielin i Na Skraju.

## Położenie i charakterystyka
Ursynów-Centrum to obszar MSI położony na stołecznym Ursynowie. Obszar obejmuje teren ograniczony przez ulice rtm. Witolda Pileckiego na zachodzie, Filipiny Płaskowickiej i jej przedłużenie do granicy dzielnicy na południu, granicę dzielnicy na wschodzie oraz Jana Ciszewskiego wraz z przedłużeniem do granicy dzielnicy na północy. Identyczne granice posiadał zespół dwóch osiedli, Imielin i Na Skraju, budowany od 1977 roku o nazwie Ursynów Południowy. Były one opisane jako ciąg Ciszewskiego (nazwa zmodyfikowana z Józefa Feliksa Ciszewskiego na Jana Ciszewskiego) – Findera (nazwa zmieniona na Pileckiego) – Płaskowickiej – linia skarpy warszawskiej.
Według państwowego rejestru nazw geograficznych Ursynów-Centrum i Ursynów Południowy to części miasta o identyfikatorach 201872 i 143142.
Ursynów-Centrum w ramach dzielnicy graniczy z obszarami MSI Natolin, Stary Imielin, Ursynów Północny i Stary Służew. Zewnętrznie graniczy z obszarem MSI Wilanowa Błonia Wilanowskie. MSI Ursynów-Centrum obejmuje części miasta Imielin, Na Skraju i Wolicę. Przez jego teren przebiegają m.in. aleja Komisji Edukacji Narodowej, ulice: Dereniowa, Cynamonowa, Jana Rosoła, Nowoursynowska, Zbigniewa Kiedacza, Nugat i Indiry Gandhi. Zlokalizowano tu stację warszawskiego metra Imielin.
Ursynów Południowy to teren o przewadze zabudowy mieszkaniowej wielorodzinnej.

## Historia
W dniu 14 maja 1951 rozporządzeniem Rady Ministrów obszar późniejszego Ursynowa-Centrum został włączony w granice administracyjne Warszawy wraz z resztą ówczesnej gminy Wilanów.
Od 1977 budowano tu zespół osiedli o nazwie Ursynów Południowy o łącznej powierzchni 213,5 hektara. Pasmo dzieliło się na dwa osiedla przedzielone aleją Komisji Edukacji Narodowej: Imielin (na zachodzie) i Na Skraju (na wschodzie). Całość zaplanowano na 10,2 tys. mieszkań i ok. 35,7 tys. mieszkańców (według innego źródła: 10167 mieszkań, 150 domów jednorodzinnych i 36 tys. mieszkańców). Powierzchnia użytkowa mieszkań miała wynieść ok. 552 tys. m², przy średniej powierzchni mieszkania ok. 52–53 m² i 100–110 m² w przypadku domów. Projektantami zespołu wybranymi w drodze konkursu byli A. Fabierkiewicz (główny projektant), P. Jankowski, E. Sander-Krysiak i S. Stefanowicz ze Stołecznej Dyrekcji Inwestycji Spółdzielczych.
Według projektów budynki mieszkalne miały mieć od 4 do 16 kondygnacji i powstawać w technologii wielkiej płyty w systemie „Ż”. Lokale miały być wykończone (malowanie, podłogi, sanitariaty, drzwi), a w ramach części wspólnych zaplanowano sauny i pralnie. Na osiedlu Na Skraju przewidziano dodatkowo budowę 150 budynków jednorodzinnych. Powstać miało także 13 pawilonów handlowych, 7 szkół elementarnych, 3 szkoły powszechne, 2 przychodnie, 4 żłobki, dom emeryta, dom dziecka, dwie stacje paliw, budynki spółdzielni mieszkaniowych osiedli, ośrodek jeździecki oraz centrum zarządzania pasmem Ursynów-Natolin. Zaprojektowano zieleń miejską oraz tereny sportowe. Główna zasada urbanistyczna przyjęta podczas planowania była zbliżona do tej stosowanej podczas wznoszenia Ursynowa Północnego, a więc obudowa obiektami mieszkalnym i usługowymi ciągów pieszych. Główną osią miała być aleja Komisji Edukacji Narodowej, pod którą miała przebiegać linia szybkiej kolei miejskiej (metra). Inwestorem naczelnym był Stołeczny Związek Budownictwa Mieszkaniowego. Inwestycja miała być realizowania w podstawowym zakresie w latach 1976–1981.
Od marca 1994 roku obszar osiedla Ursynów Południowy znajduje się w granicach dzielnicy Ursynów. W 1998 roku utworzono tu obszar MSI Imielin, który swoim zasięgiem objął także tereny należące obecnie do Starego Imielina. W 2000 wyodrębniono teren obszaru w obecnych jego granicach i nadano mu nazwę Ursynów-Centrum.

## Przyroda i geologia
Na terenie MSI Ursynów-Centrum znajduje się utworzony w 2020 roku park Polskich Wynalazców.
Gleby Ursynowa Północnego to w większości gliny zwałowe zlodowacenia Warty.
Ochroną objętych jest sześć pomników przyrody. Wszystkie to głazy narzutowe, w tym cztery nazwane: Aleksandra, Ludwika Sawickiego, Straży Ochrony Przyrody i im. Stanisława Zwierza. Północno-wschodnie krańce osiedla Na Skraju znajdują się w zasięgu otuliny rezerwatu przyrody Skarpa Ursynowska.

## Galeria
| - Budynki wielorodzinne, ul. Miklaszewskiego 3 i 1 - Urząd dzielnicy, al. KEN 61 - Kościół św. Tomasza Apostoła, ul. Dereniowa 12 - Centrum handlowe KEN Center, ul. Ciszewskiego 15 - Arena Ursynów, ul. Pileckiego 122 |